# Rubinstein Piano Festival
Rubinstein Piano Festival – Internationales Artur-Rubinstein-Musikfestival (polnisch Międzynarodowy Festiwal Muzyczny im. Artura Rubinsteina w Łodzi "Rubinstein Piano Festival") ist ein Piano-Festival, das seit 2008 in Łódź stattfindet. 
Zwischen 10. und 18. Oktober 2008 gaben in der Arthur-Rubinstein-Philharmonie Łódź zwei Sinfonieorchester Konzerte: Nationales Symphonisches Orchester des Polnischen Rundfunks (Narodowa Orkiestra Symfoniczna Polskiego Radia) und das Symphonieorchester der Lodzer Philharmonie. Außerdem traten vier weltbekannte Pianisten, Preisträger der The Arthur Rubinstein International Piano Master Competition auf – Emanuel Ax, Aleksander Gavrylyuk, Kirill Gerstein und Aleksander Korsantia. Die hohe Schule der Kunst konnten auch sechs junge talentierte und bereits preisgekrönte Pianisten sowie das Streichquartett „Prima Vista“ zeigen. 
In Räumen anderer Organisationen, zum Beispiel der Musikakademie Łódź, des Stadtmuseums und des Museums der Innenräume der Höfe, fanden als Begleitveranstaltungen Treffen, Ausstellungen, Konzerte und Recitals statt.
Vom 21. bis 27. Februar 2011 fand die zweite Ausgabe des Festivals statt. In der Lodzer Philharmonie traten unter anderem Garrick Ohlsson und Daniel Barenboim auf.